# Yakovlev Yak-15
Yakovlev Yak-15 (lúc đầu được tình báo Mỹ gọi là Type-2, sau đó có tên ký hiệu của NATO là Feather-Lông vũ) là một trong những loại máy bay tiêm kích phản lực đầu tiên của Liên Xô, và là máy bay tiêm kích hoạt động nhanh nhẹn nhất được chế tạo trong thời gian này. Dù Yak-15 có trọng lượng nhẹ, khả năng điều khiển ổn định và hiệu suất tốt, tốc độ và tầm bay của nó luôn là những điểm yếu nhất, vì vậy Yak-15 đã được cho ngừng hoạt động sớm.

## Lịch sử
Bay thử lần đầu tiên vào 24 tháng 4-1946, đúng 3 giờ sau khi mẫu thiết kế của OKB Mikoyan-Gurevich là I-300 (MiG-9) cất cánh lần đầu tiên, Yak-15 đã đạt được một tính độc đáo riêng biệt để trở thành một trong hai máy bay tiêm kích phản lực trong lịch sử hàng không được phát triển dựa trên máy bay tiêm kích động cơ pít-tông (chiếc còn lại là Saab 21R của Thụy Điển). Chịu trách nhiệm chính về mẫu Yak-15 là Yevgenii Adler và Leon Shekhter, việc phát triển Yak-15 bắt đầu vào tháng 5-1945, nó dựa vào thân máy bay hoàn toàn bằng kim loại của Yak-3 để làm mẫu và sau đó đã chế tạo hoàn chỉnh 3 mẫu thử nghiệm vào tháng 10-1945.
Nó giữ nguyên cánh, bộ phận dẫn hướng ở đuôi, thân máy bay phía sau, và phần đuôi bằng kim loại của Yak-3U. Động cơ là loại sao chép từ động cơ phản lực của Đức Junkers Jumo 004B, có tên gọi là Tumansky RD-10. Hệ thống động cơ được đặt ở mũi với bộ phận thoát khí ở dưới cánh. Bằng cách này, các phi công có thể dễ dàng điều khiển động cơ phản lực. Yak-15 được đem ra bay biểu diễn ở Tushino trong Ngày Hàng không vào 18 tháng 8-1946, và 2 ngày sau, 20 tháng 8, NKAP (Bộ dân ủy công nghiệp máy bay) đã quyết định chế tạo thêm 12 chiếc nữa để tham gia vào cuộc Duyệt binh Cách mạng tháng 10 ở Quảng trường Đỏ vào 7 tháng 11, tức là 80 ngày sau đó. Công việc sản xuất được thực hiện thủ công, chuyến bay thử đầu tiên của phi đội diễn ra vào ngày 5 tháng 10 và họ đã chuẩn bị sẵn sàng cho cuộc duyệt binh, nhưng thời tiết xấu đã buộc tất cả kế hoạch phải hủy bỏ.
Các bước hoàn thành giai đoạn nghiệm thu của ủy ban nhà nước hoàn thành vào tháng 5-1947, dù đạt vận tốc Mach 0.68 ở dưới 3200 m, nhưng Yak-15 lại được lệnh sản xuất tại GAZ 153 như một kiểu máy bay chuyển tiếp. Một số chiếc Yak-15 sản xuất trước đó được cải tạo để làm máy bay huấn luyện 2 chỗ với tên gọi là Yak-21. Yak-15 mang 2 pháo 23mm Nudelman-Suranov NS-23, động cơ đã được sao chép từ loại Jumo 004B do Phòng chế tạo động cơ Lyulka thiết kế vào chế tạo ở Kazan với tên gọi là RD-10 có lực đẩy 892 kg. Yak-15 chỉ được sản xuất trong thời gian ngắn cho đến cuối năm 1947 với khoảng 280 chiếc đã được chế tạo.

## Các nước sử dụng
- Liên Xô:
  - Không quân Xô viết

## Thông số kỹ thuật (Yak-15)

Đồ hình nhận dạng Yak-15

### Đặc điểm riêng
- Phi đoàn: 1
- Chiều dài: 8.70 m (28 ft 6 in)
- Sải cánh: 9.20 m (30 ft 2 in)
- Chiều cao: 2.27 m (7 ft 6 in)
- Diện tích : 14.9 m² (160 ft²)
- Trọng lượng rỗng: 1.852 kg (4.074 lb)
- Trọng lượng cất cánh: 2.742 kg (6.032 lb)
- Trọng lượng cất cánh tối đa: n/a
- Động cơ: 1× Tumansky RD-10, 8.9 kN (2.000 lbf)

### Hiệu suất bay
- Vận tốc cực đại: 700 km/h (438 mph)
- Tầm bay: 510 km (319 miles)
- Trần bay: 13.350 m (43.788 ft)
- Vận tốc lên cao: n/a
- Lực nâng của cánh: 184 kg/m² (38 lb/ft²)
- Lực đẩy/trọng lượng: 0.36

### Vũ khí
- 2× pháo 23 mm Nudelman-Suranov NS-23 60 viên đạn mỗi khẩu

## Nội dung liên quan

### Máy bay có cùng sự phát triển
- Yakovlev Yak-3
- Yakovlev Yak-17
- Yakovlev Yak-23